# Deli (sång)
Deli (galen på turkiska) är en sång som framfördes av den turkiska gruppen Mor ve Ötesi och som representerade Turkiet i Eurovision Song Contest 2008, där den slutade på sjunde plats i finalen.